# .38 Special
El .38 Smith & Wesson especial, també conegut generalment com .38 S & W Especial, .38 Especial, .38 Spl, 0,38 SPC, (pronunciat "trenta-vuit especial"), o 9x29mmR és un, cartutx dissenyat per Smith & Wesson. El .38 Special s'utilitza amb molta freqüència en revòlvers, però també s'utilitza en pistoles i carabines semiautomàtiques.
El .38 Special va ser el cartutx de servei estàndard per a la majoria dels departaments de policia dels Estats Units des dels anys vint fins als noranta. També va ser un cartutx d’armes de costat utilitzat pel personal militar dels Estats Units a la Primera Guerra Mundial, la Segona Guerra Mundial, la Guerra de Corea i la Guerra del Vietnam. En altres parts del món, es coneix per la seva designació mètrica de 9 × 29,5 mmR o 9,1 × 29 mmR.
Conegut per la seva precisió i recul manejable, el .38 Special continua sent un dels cartutxos de revòlver més populars del món més d’un segle després de la seva introducció. S'utilitza de forma recreativa per al tir al blanc, la competició formal al blanc, la defensa personal i la caça.

## Història

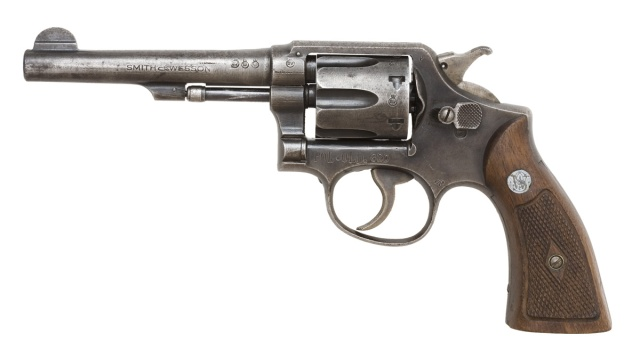
Smith & Wesson M&P el .38 Especial produït el 1899

El .38 Special es va dissenyar i va entrar en producció el 1898 com una millora respecte al .38 Long Colt, que, com a cartutx de servei militar, es va trobar inadequat contra els guerrers musulmans filipins durant la guerra filipina-nord-americana. Quan es va introduir, el .38 Special es carregava originalment amb pólvora negra, però la popularitat del cartutx va provocar que els fabricants oferissin càrregues de pólvora sense fum al cap d’un any després de la seva introducció.
A finals de la dècada de 1920, i en resposta a les demandes d'una versió més eficaç per l'aplicació de la llei del cartutx, Western Cartridge Company va desenvolupar una nova càrrega de velocitat estàndard per al .38 Special. Aquesta variant especial .38 incorpora 200 gras (13 g) bala de plom "Lubaloy" de nas rodó, la Super Police de .38.

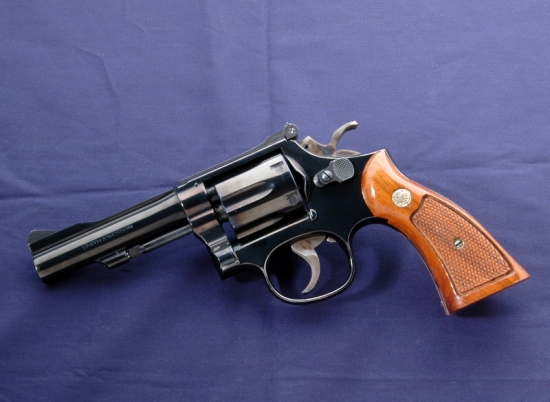
Emissió de la Força Aèria Model Smith & Wesson 15–4 in .38 Special

Remington-Peters també va introduir una càrrega similar. Les proves van revelar que els 200 gras (13 g) bala del calibre 357 disparada a baixa velocitat tendeix a "forat de clau" o cau en impactar, proporcionant més efecte de xoc contra el personal no protegit. Al mateix temps, les autoritats de Gran Bretanya, que havien decidit adoptar el revòlver del calibre .38 com a substitut del seu cartutx de servei existent .455, també van provar els mateixos 200 gras (13.0 g) bala al cartutx 0,38 S&W més petit. Aquest cartutx s'anomenava el .38 S&W Super Police o el .38 / 200. Més tard, Gran Bretanya adoptaria el .38 / 200 com a cartutx de pistola militar estàndard.
El 1930, Smith & Wesson va introduir un gran revòlver .38 Special amb un canó de 5 polzades i mires fixes destinades a l’ús policial, el Smith & Wesson .38 / 44 Heavy Duty. L'any següent, una nova càrrega d'alta potència anomenada .38 Special Hi-Speed amb 158 gras (10.2 g) va desenvolupar una bala de punta metàl·lica per a aquests revòlvers en resposta a les peticions de les agències policials per a una bala d'armes de mà que pogués penetrar en carrosseries i armadures. Aquell mateix any, Colt Firearms va anunciar que la seva policia oficial de Colt també gestionaria càrregues especials de "gran velocitat" .38.

## Prestacions

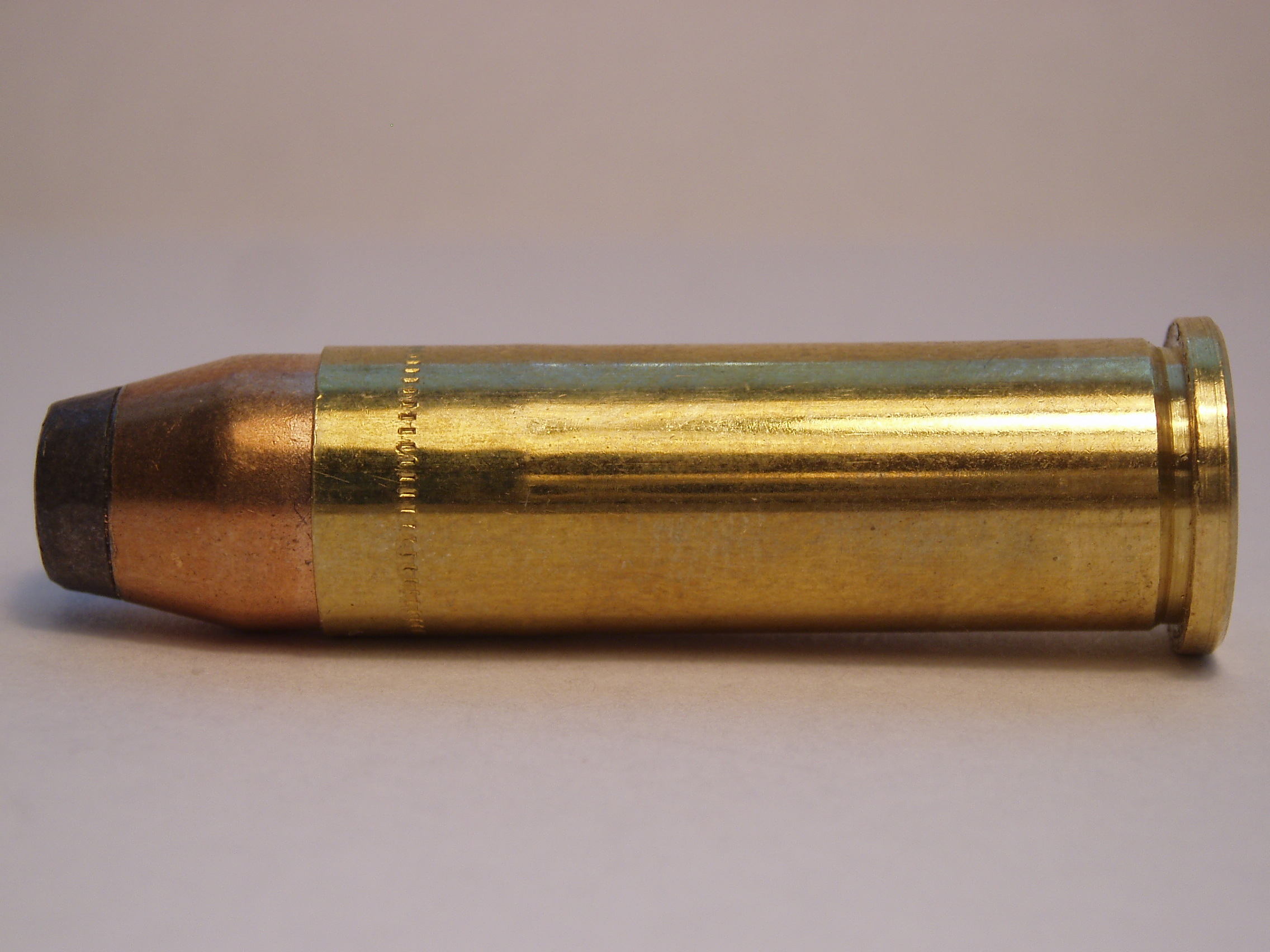
Un cartutx del .38 special

El cartutx d’alta velocitat .38 / 44 presentava tres pesos de bala: 158 gras (10.2 g), 150 gras (9.7 g) i 110 gras (7.1 g), amb jaqueta de plom recoberta o d'acer, bales perforadores de metall. L'atenció mediàtica reunida pel .38 / 44 i les seves municions finalment van portar Smith & Wesson a desenvolupar un cartutx completament nou amb una caixa més llarga el 1934, aquest va ser el .357 Magnum.
Una munició especial .38 més potent per a la policia aèria i el personal de seguretat va donar lloc al cartutx d'alta velocitat Calibre .38 Special, Ball, PGU-12 / B. Emès només per la Força Aèria dels Estats Units, el PGU-12 / B tenia una pressió màxima admissible de 20.000 psi, suficient per impulsar una bala FMJ de 130 graus a 1,125 ft/s (343 m/s) partir d'un canó de proves de 6-polzada (150 mm) barril i aproximadament 950-1.000 ft/s des d'un canó de revòlver 4-polzada (100 mm).

## Sinònims
- .38
- .38 Smith & Wesson Special
- .38 S&W Special

## Homicidis perpetrats amb armes d'aquest calibre als Estats Units
- La periodista nord-americana Christine Chubbuck es va suïcidar durant un noticiero en viu el 15 de juliol de 1974 a Sarasota a l'estat de Florida.
- Mark David Chapman va assassinar John Lennon, el 8 de desembre de 1980 a la Ciutat de Nova York.
- Yolanda Saldívar per matar la cantant Selena el 31 de març de 1995 a Corpus Christi a l'estat de Texas.
- Xavier Hernández per assassinar la cantant texana Hosanna Ramírez Sandoval el 14 de febrer de 1996 a Corpus Christi, Texas.

## Cites Literàries
- En el tema musical «Pedro Navaja», de Rubén Blades, es fa al·lusió a un revòlver amb aquest cartutx: "un .38, Smith & Wesson del especial..".[13]
- Una cançó de la banda argentina Divididos, anomenada «El 38», hi fa al·lusió.[14]